# Brooks (Alberta)
Brooks je kanadské město ležící v jihovýchodní části provincie Alberta. V roce 2006 zde žilo 12 498 obyvatel na rozloze 17,7 km².

## Geografie
Brooks se nachází na 50°33′58″ s. š., 111°53′57″ z. d..

## Významní lidé
- Ryan Peake, kytarista skupiny Nickelback
- Sherraine Schalm, olympijský šermíř
- Sheri Forde, TSN Toronto reportér
- Lyle Seitz, bývalý čárový rozhodčí v NHL, nyní asistent trenéra týmu Okotoks Oilers z ligy Alberta Junior Hockey League